# Ceratinella plancyi
Ceratinella plancyi là một loài nhện trong họ Linyphiidae.
Loài này thuộc chi Ceratinella. Ceratinella plancyi được Eugène Simon miêu tả năm 1880.